# Amonijačno vrenje
Amonijačno vrenje je raspadanje karbamida (ureje; NH2CONH2) na ugljikov dioksid i amonijak djelovanjem enzima ureaze. Proces se događa u tlu gdje se urea upotrebljava kao gnojivo, rjeđe se zbiva u ljudskom organizmu, npr. u osoba s pomanjkanjem želučane kiseline. Na toj se reakciji temelji određivanje uree u tjelesnim tekućinama, krvi i urinu.